# Thomas Barclay (estudiós)
|  | No s'ha de confondre amb Thomas Barclay (diplomàtic). |

Thomas Barclay (al voltant de 1570–1632) va ser un jurista escocès, professor de les universitats de Tolosa i Poitiers.
Barclay era oriünd d'Aberdeen, però de jove va estudiar lletres i filosofia a  Bordeus. Ací es va guanyar el suport de Robert Balfour, un estudiós d'Aristòtil. Ell va ser cridat a presidir l'escola "Squillaneana" a Tolosa, on segons Thomas Dempster, va servir en la seva primera campanya literària, sota Balfour.
Va ser al voltant de 1596 que Dempster va deixar París, amb la intenció de fer-se un camí a Tolosa. Ací Barclay es va concentrar en dret; i acceptà l'oferta d'una plaça de professor regi a Poitiers. La seva reputació va deixar petjada a Tolosa, mentre encara vivia Dempster va elaborar la seva Historia Ecclesiastica pel 1620. Dempster afirma que les seves conferències sobre dret civil van ser molt concorregudes. No va deixar obres escrites.